# Андріс Пельшс
Андріс Пельшс (латис. Andris Pelšs) — латвійський дипломат, радник президента Латвії із закордонних справ (2007—2012), державний секретар Міністерства закордонних справ Латвії (з 2018 року).

## Біографія
У 1997 році закінчив Державний університет Трумана в Керксвіллі, США.
У 2000 році закінчив факультет історії та філософії Латвійського університету, а у 2003 році отримав диплом магістра ділового адміністрування в Державному університеті Моргеда, США.
З 1998 року працює в Міністерстві закордонних справ Латвії, обіймав посади аташе Відділу політики безпеки МЗС, а згодом був третім секретарем Відділу НАТО.
У 2000—2005 роках був третім секретарем Постійного представництва Латвії при ООН в Нью-Йорку та другим секретарем Постійного представництва Латвії при НАТО в Брюсселі. Зголом очолював Відділ контролю над озброєннями та Відділ міжнародних операцій та криз при МЗС.
З 2007 по 2012 рік був радником президента Латвійської Республіки Валдіса Затлерса із закордонних справ. До 2016 року він обіймав посаду Постійного представника Латвії в ЄС у ранзі посла.
У 2016—2018 роках був заступником державного секретаря Міністерства закордонних справ, а з 2018 — обіймає посаду державного секретаря.

## Нагороди
- орден «За заслуги» III ступеня (Україна, 2009)[4];